# Atletisme als Jocs Olímpics d'Estiu de 1928 - salt de llargada masculí
El salt de llargada masculí va ser una de les proves del programa d'atletisme disputades durant els Jocs Olímpics d'Amsterdam de 1928. La prova es va disputar el 29 de juliol de 1928 i hi van prendre part 35 atletes de 17 nacions diferents. Es permetia un màxim de quatre atletes per país.

## Medallistes
| Or                | Plata              | Bronze             |
| Edward Hamm (USA) | Silvio Cator (HAI) | Alfred Bates (USA) |

## Rècords
Aquests eren els rècords del món i olímpic que hi havia abans de la celebració dels Jocs Olímpics de 1928.
| Rècord del Món | 7m 90cm    | Ed Hamm         | Cambridge (GBR) | 7 juliol 1928 |
| Rècord Olímpic | 7m 765m(*) | Robert LeGendre | París (FRA)     | 7 juliol 1924 |

(*) Robert LeGendre va establir el rècord olímpic en la prova del pentatló de 1924

## Resultats
Els sis millors saltadors es classificaven per a la final. Dos saltadors, Hannes de Boer i Ed Gordon, van empatar al sisè lloc, però només de Boer va passar a la final ja que el seu segon millor salt (6,96) era millor que el segon millor salt de Gordon (6,57). L'ordre de salt es desconeix i les sèries de salt només estan disponibles per als sis primers classificats. La final es va celebrar el mateix dia i va començar a les 14 h. Cap saltador va poder millorar el salt de la qualificació.
| Pos. | Grup | Atleta                       | Nació         | Classificació | Classificació | Classificació | Classificació | Final               | Final               | Final               | Final               |
| Pos. | Grup | Atleta                       | Nació         | 1             | 2             | 3             | Resultat      | 4                   | 5                   | 6                   | Resultat            |
| ---- | ---- | ---------------------------- | ------------- | ------------- | ------------- | ------------- | ------------- | ------------------- | ------------------- | ------------------- | ------------------- |
| 1    | 1    | Ed Hamm                      | Estats Units  | ?             | 7.73          | 7.68          | 7.73          | 7.68                | 7.66                | —                   | 7.73                |
| 2    | 1    | Silvio Cator                 | Haití         | X             | 7.50          | 7.58          | 7.58          | 7.20                | 7.22                | X                   | 7.58                |
| 3    | 2    | Alfred Bates                 | Estats Units  | 7.40          | X             | X             | 7.40          | 6.79                | 6.92                | 6.75                | 7.40                |
| 4    | 2    | Willi Meier                  | Alemanya      | 7.35          | 7.39          | 7.05          | 7.39          | X                   | 7.27                | 7.23                | 7.39                |
| 5    | 1    | Erich Köchermann             | Alemanya      | 7.35          | 7.16          | 7.25          | 7.35          | 7.05                | X                   | 6.85                | 7.35                |
| 6    | 4    | Hannes de Boer               | Països Baixos | 7.32 / 6.96   | 7.32 / 6.96   | 7.32 / 6.96   | 7.32          | X                   | X                   | X                   | 7.32                |
| 7    | 3    | Ed Gordon                    | Estats Units  | 7.32 / 6.57   | 7.32 / 6.57   | 7.32 / 6.57   | 7.32          | no passa a la final | no passa a la final | no passa a la final | no passa a la final |
| 8    | 3    | Eric Svensson                | Suècia        | ?             | ?             | ?             | 7.29          | no passa a la final | no passa a la final | no passa a la final | no passa a la final |
| 9    | 4    | Chūhei Nambu                 | Japó          | ?             | ?             | ?             | 7.25          | no passa a la final | no passa a la final | no passa a la final | no passa a la final |
| 10   | 2    | Olle Hallberg                | Suècia        | ?             | ?             | ?             | 7.18          | no passa a la final | no passa a la final | no passa a la final | no passa a la final |
| 11   | 4    | DeHart Hubbard               | Estats Units  | ?             | ?             | ?             | 7.11          | no passa a la final | no passa a la final | no passa a la final | no passa a la final |
| 11   | 3    | Mikio Oda                    | Japó          | ?             | ?             | ?             | 7.11          | no passa a la final | no passa a la final | no passa a la final | no passa a la final |
| 11   | 4    | Ville Tuulos                 | Finlàndia     | ?             | ?             | ?             | 7.11          | no passa a la final | no passa a la final | no passa a la final | no passa a la final |
| 14   | 1    | Erling Aastad                | Noruega       | ?             | ?             | ?             | 7.07          | no passa a la final | no passa a la final | no passa a la final | no passa a la final |
| 15   | 3    | Helmut Schlöske              | Alemanya      | ?             | ?             | ?             | 6.99          | no passa a la final | no passa a la final | no passa a la final | no passa a la final |
| 16   | 4    | Alfonso de Gortari           | Mèxic         | ?             | ?             | ?             | 6.97          | no passa a la final | no passa a la final | no passa a la final | no passa a la final |
| 17   | 1    | Toon van Welsenes            | Països Baixos | ?             | ?             | ?             | 6.96          | no passa a la final | no passa a la final | no passa a la final | no passa a la final |
| 18   | 4    | Rudi Dobermann               | Alemanya      | ?             | ?             | ?             | 6.91          | no passa a la final | no passa a la final | no passa a la final | no passa a la final |
| 18   | 2    | Toimi Tulikoura              | Finlàndia     | ?             | ?             | ?             | 6.91          | no passa a la final | no passa a la final | no passa a la final | no passa a la final |
| 20   | 3    | Gijs Lamoree                 | Països Baixos | ?             | ?             | ?             | 6.87          | no passa a la final | no passa a la final | no passa a la final | no passa a la final |
| 21   | 1    | Paddy Anglim                 | Irlanda       | ?             | ?             | ?             | 6.81          | no passa a la final | no passa a la final | no passa a la final | no passa a la final |
| 22   | 4    | Adolf Meier                  | Suïssa        | ?             | ?             | ?             | 6.80          | no passa a la final | no passa a la final | no passa a la final | no passa a la final |
| 23   | 3    | Lajos Balogh                 | Hongria       | ?             | ?             | ?             | 6.79          | no passa a la final | no passa a la final | no passa a la final | no passa a la final |
| 24   | 2    | Imre Fekete                  | Hongria       | ?             | ?             | ?             | 6.77          | no passa a la final | no passa a la final | no passa a la final | no passa a la final |
| 25   | 2    | Virgilio Tommasi             | Itàlia        | ?             | ?             | ?             | 6.76          | no passa a la final | no passa a la final | no passa a la final | no passa a la final |
| 25   | 3    | Enrico Torre                 | Itàlia        | ?             | ?             | ?             | 6.76          | no passa a la final | no passa a la final | no passa a la final | no passa a la final |
| 27   | 4    | Charles Alzieu               | França        | ?             | ?             | ?             | 6.70          | no passa a la final | no passa a la final | no passa a la final | no passa a la final |
| 28   | 1    | Jacques Flouret              | França        | ?             | ?             | ?             | 6.64          | no passa a la final | no passa a la final | no passa a la final | no passa a la final |
| 29   | 3    | Konstantinos Petridis        | Grècia        | ?             | ?             | ?             | 6.63          | no passa a la final | no passa a la final | no passa a la final | no passa a la final |
| 30   | 4    | Hermann Brügmann             | Dinamarca     | ?             | ?             | ?             | 6.62          | no passa a la final | no passa a la final | no passa a la final | no passa a la final |
| 31   | 4    | Arild Lenth                  | Noruega       | ?             | ?             | ?             | 6.60          | no passa a la final | no passa a la final | no passa a la final | no passa a la final |
| 32   | 3    | Reg Revans                   | Regne Unit    | ?             | ?             | ?             | 6.58          | no passa a la final | no passa a la final | no passa a la final | no passa a la final |
| 33   | 2    | Zdzisław Nowak               | Polònia       | ?             | ?             | ?             | 6.57          | no passa a la final | no passa a la final | no passa a la final | no passa a la final |
| 34   | 1    | Óscar Alvarado               | Xile          | ?             | ?             | ?             | 6.51          | no passa a la final | no passa a la final | no passa a la final | no passa a la final |
| 34   | 1    | Gaston Médécin               | Mònaco        | ?             | ?             | ?             | 6.51          | no passa a la final | no passa a la final | no passa a la final | no passa a la final |
| 36   | 1    | Tibor Püspöki                | Hongria       | ?             | ?             | ?             | 6.45          | no passa a la final | no passa a la final | no passa a la final | no passa a la final |
| 37   | 2    | Dalip Singh                  | Índia         | ?             | ?             | ?             | 6.45          | no passa a la final | no passa a la final | no passa a la final | no passa a la final |
| 38   | 3    | Johannes Viljoen             | Sud-àfrica    | ?             | ?             | ?             | 6.44          | no passa a la final | no passa a la final | no passa a la final | no passa a la final |
| 39   | 2    | James Cohen                  | Regne Unit    | ?             | ?             | ?             | 6.39          | no passa a la final | no passa a la final | no passa a la final | no passa a la final |
| 40   | 1    | Alfred Sutter                | Suïssa        | ?             | ?             | ?             | 6.23          | no passa a la final | no passa a la final | no passa a la final | no passa a la final |
| 41   | 4    | Fernando Labourdette-Liaresq | Espanya       | ?             | ?             | ?             | 6.16          | no passa a la final | no passa a la final | no passa a la final | no passa a la final |
| —    | —    | Sid Atkinson                 | Sud-àfrica    | DNS           | DNS           | DNS           | DNS           | DNS                 | DNS                 | DNS                 | DNS                 |
| —    | —    | Stelios Benardis             | Grècia        | DNS           | DNS           | DNS           | DNS           | DNS                 | DNS                 | DNS                 | DNS                 |
| —    | —    | Pierre Dinard                | França        | DNS           | DNS           | DNS           | DNS           | DNS                 | DNS                 | DNS                 | DNS                 |
| —    | —    | Walter Harrison              | Austràlia     | DNS           | DNS           | DNS           | DNS           | DNS                 | DNS                 | DNS                 | DNS                 |
| —    | —    | Akilles Järvinen             | Finlàndia     | DNS           | DNS           | DNS           | DNS           | DNS                 | DNS                 | DNS                 | DNS                 |
| —    | —    | Kalle Järvinen               | Finlàndia     | DNS           | DNS           | DNS           | DNS           | DNS                 | DNS                 | DNS                 | DNS                 |
| —    | —    | Robert Loiseau               | França        | DNS           | DNS           | DNS           | DNS           | DNS                 | DNS                 | DNS                 | DNS                 |
| —    | —    | Elemér Somfay                | Hongria       | DNS           | DNS           | DNS           | DNS           | DNS                 | DNS                 | DNS                 | DNS                 |
| —    | —    | Nick Winter                  | Austràlia     | DNS           | DNS           | DNS           | DNS           | DNS                 | DNS                 | DNS                 | DNS                 |